# Paolo Nicolai
Paolo Nicolai, född 8 juni 1988 i Ortona, är en italiensk beachvolleybollspelare. 
Nicolai blev 2007 och 2008 U21-världsmästare tillsammans med Francesco Giontella. Nicolai spelade mellan 2011 och 2021 tillsammans med  Daniele Lupo. De blev olympiska silvermedaljörer vid OS 2016, vann EM tre gånger (2014, 2016 och 2017) och italienska mästerskapet tre gånger tillsammans (dessutom har Nicolai en seger från 2007 tillsammans med Matteo Varnier). Sedan 2022 spelar han tillsammans med Samuele Cottafava.